# Сезар і Розалі (фільм, 1972)
«Сезар і Розалі» (фр. César et Rosalie) — французька драматична комедія 1972 року режисера Клода Соте.

## Сюжет
Гарна молода парижанка Розалі (Ромі Шнайдер) живе з успішним бізнесменом Сезаром (Ів Монтан), який торгує брухтом. Сезар завжди хоче бути в центрі уваги, але поступається Розалі, оскільки її дуже любить. Та раз на весіллі Розалі зустрічає свого колишнього коханого — Давида (Самі Фрей). Коли Сезар зрозумів, що може втратити Розалі, його охоплює шаленство. Хто ж вийде у цьому суперництві переможцем?

## Ролі виконують
- Ів Монтан — Сезар
- Ромі Шнайдер — Розалі
- Самі Фрей — Давид
- Умберто Орсіні[fr] — Антуан
- Ева Марія Майнеке[de] — Люсі
- Бернар ле Кок — Мішель
- Ґізела Ган[de] — Карла
- Ізабель Юпер — Маріте
- Мішель Пікколі — голос оповідача

## Навколо фільму
Самі Фрей грає роль Давида, дизайнера коміксів, і декілька сцен фільму відбуваються в його художній студії. Рисунки, які можна побачити на стінах або робочих столах студії, в тому числі карикатура Ів Монтана у ролі Сезара, були намальовані Жан-Марком Льоро та Клодом Попе з французького щотижневого журналу коміксів «Пілот».

## Нагороди
- 1973 Премія Давида ді Донателло[1]:
  - найкращому іноземному акторові — Ів Монтан